# إيليا (آن)
إيليا (بالفرنسية: Illiat) هي بلدية فرنسية تقع في إقليم الآن في فرنسا. رمز إنسي لها هو:1188. أما الرمز البريدي لها فهو: 1140.